# Trithemis dejouxi
Trithemis dejouxi е вид водно конче от семейство Libellulidae. Видът не е застрашен от изчезване.

## Разпространение
Разпространен е в Бенин, Гана, Гвинея, Етиопия, Кот д'Ивоар, Либерия, Мали, Нигерия, Саудитска Арабия, Северен Йемен, Централноафриканска република, Южен Йемен и Южен Судан.